# RichFaces
A RichFaces egy nyílt forráskódú, ajaxos komponenskönyvtár a JBosstól a JavaServer Faces lehetőségeink kibővítésére. Ajaxos funkciókat lehet vele vállalati alkalmazásokba építeni.

## A RichFaces leírása
RichFaces több mint egy JavaServer könyvtárkomponens, számos egyéb lehetőséget is biztosít:
- szabványos designt(könnyen változtatható és frissíthető alkalmazás kinézetet)
- Component Development Kit - et (CDK), ami segít JavaServer Faces komponensek felépítésénél
- Dinamikus erőforrás vázat
- oldal szélesség és komponensek tulajdonságai Ajax vezérlő komponensen alapulnak.

## A RichFaces története
RichFaces az Ajax4jsf vázból ered, amelyet Alexander Smirnov csinált és tervezett. 2005 őszén Smirnov csatlakozott Exadelhez és folytatta a váz fejlesztését. Az Ajax4jsf-en történt változtatásai először 2006 márciusában mutatkoztak be. Később, még abban az évben, az Exadel VCP levált az eredeti projektről és az Ajax4jsf váz és a Rich Faces megszületett. Míg a RichFaces "out-of-box" komponenseket készít (ezek komponens centrikus Ajax hívások, ahol a komponensek azt a feladatot látják el, amire a felhasználónak szüksége van), addig az Ajax4jsf Ajax támogatást szolgáltatott. A fejlesztők meghatározták, hogy az oldal mely részeit kellene feldolgozni a szerveren, és hogy mely részeket kellene feldolgozni a művelet után. Ezek után a két könyvtár fejlődése elvált. Az Ajax4jsf egy nyílt forrású projekt lett a Java.net által támogatva, míg a RichFaces egy kereskedelmi JSF komponens könyvtárrá vált.
2007 márciusában a JBoss és az Exadel aláírt egy megegyezést, amelyben az áll hogy az Ajax4jsf-nek és a RichFaces-nek nem kellene a JBoss ernyője alatt lennie tovább és úgy kellene hívni őket inkább, hogy JBoss Ajax4jsf és JBoss RichFaces és így a RichFaces-nek nem kellene szabad forrásúnak lennie. 2007 szeptemberében, a JBoss és az Exadel elhatározták hogy összeolvasztják az Ajax4jsf-t és a RichFaces-t RichFaces név alatt. Ez azt az érzetet keltette, hogy a könyvtárak nem lesznek továbbra is szabadok és nyílt forrásúak.

## A váz
Komponenskönyvtárként valósították meg úgy, hogy már meglévő oldalakat is ki lehessen bővíteni ajaxos funkciókkal. Így a fejlesztőknek nem kell lecserélniük létező komponenseket új, ajaxos widgetekre. A RichFaces a hagyományos komponensek működése mellett teszi lehetővé az Ajax támogatását. A fejlesztő Ajax-kérésre frissülő JSF oldalrészleteket határozhat meg, és Ajax-kéréseket küldhet a szerverre. Mindezt úgy, hogy a JSF oldalon nem kell változtatni és nem is kell JavaScriptben kódolni. A Richfaces jQuery-re (is) épül, azonban a beépített verziót érdemes leellenőrizni használat előtt.

## RichFaces konstrukció
- Ajax szűrő - szabványosan biztosítja az Ajax támogatást anélkül, hogy szűrőt kellene regisztrálni az alkalmazás web.xml file-jában. A szűrő felismeri a kéréstípusokat.
- Ajax műveletkomponensek - AjaxCommandButton, AjaxCommandLink, AjaxPoll, AjaxSupport és más műveletkomponensek is használhatóak Ajax-kérések küldésére.
- AJAX Containers - Az AjaxContainer egy interface , amivel JSF oldalak olyan részeit lehet leírni, amik Ajax kérés során dekódolódnak. Az AjaxViewRoot és az AjaxRegion ennek az interface-nek az implementációi.
- JavaScript Engine - A RichFaces JavaScript motor a kliensoldalon fut. Különböző területeket frissít a JSF oldalon az ajaxos válaszok alapján. A JavaScript motor szolgáltat egy API-t, így a fejlesztőnek nem kell saját JavaScript funkciókat megvalósítania.

Egy egyszerű JSF oldal RichFaces naptár komponenssel
```
<!DOCTYPE html PUBLIC "-//W3C//DTD XHTML 1.0 Transitional//EN"

  "http://www.w3.org/TR/xhtml1/DTD/xhtml1-transitional.dtd">

<html
 
xmlns=
"http://www.w3.org/1999/xhtml"

      
xmlns:ui=
"http://java.sun.com/jsf/facelets"

      
xmlns:h=
"http://java.sun.com/jsf/html"

      
xmlns:f=
"http://java.sun.com/jsf/core"

      
xmlns:a4j=
"http://richfaces.org/a4j"

      
xmlns:rich=
"http://richfaces.org/rich"
>

  
<ui:composition
 
template=
"/templates/component-sample.xhtml"
>

    
<a4j:outputPanel
 
id=
"calendar"
 
layout=
"block"
>

      
<rich:calendar
 
value=
"#{calendarBean.selectedDate}"

        
locale=
"#{calendarBean.locale}"

        
popup=
"#{calendarBean.popup}"

        
datePattern=
"#{calendarBean.pattern}"

        
showApplyButton=
"#{calendarBean.showApply}"

        
cellWidth=
"24px"
 
cellHeight=
"22px"
 
style=
"width:200px"
/>

    
</a4j:outputPanel>

  
</ui:composition>

</html>

```

Ez az eredménye a fent írt kódnak:

## Külső hivatkozások
- RichFaces Product Page
- RichFaces Developer Guide
- RichFaces Components Showcases Demo
- PhotoAlbum Demo
- RichFaces in Production
- Users' forum